# (6527) Takashiito
(6527) Takashiito es un asteroide perteneciente al cinturón de asteroides, región del sistema solar que se encuentra entre las órbitas de Marte y Júpiter.
Fue descubierto el 31 de octubre de 1992 por Akira Natori y Takeshi Urata desde la estación Yakiimo.

## Designación y nombre
Designado provisionalmente como 1992 UF6, fue nombrado por Takashi Ito (nacido en 1967) quien es un científico planetario japonés especializado en la dinámica del sistema solar, en particular en lo que respecta a los planetas menores. Uno de sus principales logros fue confirmar numéricamente que la formación asimétrica de cráteres en la Luna tiene una profunda conexión con la dinámica de los asteroides cercanos a la Tierra.

## Características orbitales
Takashiito está situado a una distancia media del Sol de 2,257 ua, pudiendo alejarse hasta 2,595 ua y acercarse hasta 1,919 ua. Su excentricidad es 0,150 y la inclinación orbital 4,642 grados. Emplea 1238,77 días en completar una órbita alrededor del Sol.

## Características físicas
La magnitud absoluta de Takashiito es 13,83. Tiene 4,732 km de diámetro y su albedo se estima en 0,346.